# Sideronatrite
La sideronatrite (simbolo IMA: Snat) è un raro minerale appartenente alla famiglia dei "solfati (selenati, tellurati, cromati, molibdati e tungstati)" con composizione chimica Na2Fe3+(SO4)2(OH) • 3H2O.
La sideronatrite possiede due politipi: la sideronatrite-2O e la sideronatrite-2M.

## Etimologia e storia
Il nome del minerale è legato alla sua composizione chimica, composta da ferro (in greco, σίδερον, sideron) e da sodio (in latino, natrium).

## Classificazione
La classica nona edizione della sistematica dei minerali di Strunz, aggiornata dall'Associazione Mineralogica Internazionale (IMA) fino al 2009, elenca la sideronatrite nella classe "7. Solfati (selenati, tellurati, cromati, molibdati, tungstati)" e nella sottoclasse "7.D Solfati (selenati, ecc.) con anioni aggiuntivi, con H2O"; questa viene più finemente suddivisa in base alla dimensione dei cationi coinvolti e alla struttura del minerale, in modo tale da trovare la sideronatrite nella sezione "7.DF Con cationi di media e grande dimensione" dove forma il sistema nº 7.DF.20 insieme alla metasideronatrite.
Tale classificazione resta invariata anche nell'edizione successiva, proseguita dal database "mindat.org" e chiamata Classificazione Strunz-mindat.
Nella Sistematica dei lapis (Lapis-Systematik) di Stefan Weiß la sideronatrite si trova nella classe dei "solfati, cromati, molibdati e tungstati" e nella sottoclasse dei "solfati idrati, con anioni estranei"; qui è nella sezione dei minerali con "cationi medi e molto grandi" dove forma il sistema nº VI/D.15 insieme a metasideronatrite, alcaparrosaite, carlsonite e clairite.
Anche la classificazione dei minerali secondo Dana, usata principalmente nel mondo anglosassone, elenca la sideronatrite nella famiglia dei "solfati, cromati e molibdati"; qui è nella classe dei "solfati idrati con idrossile o alogeno" e nella sottoclasse dei "solfati idrati con idrossile o alogeno con (A+B2+)3(XO4)2Zq • x(H2O)"; qui è nel sistema nº 31.08.03 come unico membro.

## Abito cristallino
La sideronatrite, a seconda del politipo considerato, cristallizza in sistemi differenti con parametri di cella differenti secondo quanto segue:
| Minerale         | Sistema cristallino | Gruppo spaziale | Gruppo puntuale | Parametri di cella                                                 |
| ---------------- | ------------------- | --------------- | --------------- | ------------------------------------------------------------------ |
| sideronatrite-2M | monoclino           | P21/b           | 2/m             | a = 20,828 Å, b = 7,265 Å, c = 7,120 Å, β = 99,84°, V = 1061,52 Å³ |
| sideronatrite-2O | ortorombico         | P212121         | 2 2 2           | a = 7,265(2) Å, b = 20,522(6) Å, c = 7,120(2) Å, V = 1061,54 Å³    |

## Origine e giacitura
La sideronatrite è un minerale secondario non comune trovato nella zona ossidata di depositi ricchi di ferro in climi molto aridi; si forma anche dall'alterazione della pirite da parte dell'acqua salina in vene metalliche e in ambienti di spruzzi marini, la paragenesi è con alotrichite, copiapite, ferrinatrite, jarosite, jurbanite, marcasite, melanterite, metasideronatrite, pirite, uklonskovite e voltaite.
La località tipo della sideronatrite è la miniera di "San Simon" nel distretto minerario di "Santa Rosa-Huantajaya" nella provincia di Iquique (regione di Tarapacá, Cile); altri siti in Cile si trovano nei pressi di Calama e Mejillones (nella provincia di Antofagasta).
In Italia il minerale è stato trovato nella miniera di "Argentiera della Nurra" vicono a Sassari (Sardegna), nei "Faraglioni di Levante" dell'isola di Lipari (Sicilia), nella cava di "Calignaia" (Livorno) e nella miniera di "Le Cetine" (entrambe in Toscana).
Altri siti, sono per citarne alcuni, si trovano in Irlanda, Grecia, Francia, Austria, Belgio, Canada, Bolivia, Perù, Stati Uniti, Sudafrica, Namibia, Libano.

## Forma in cui si presenta in natura
La sideronatrite forma raramente buoni cristalli, da listellari ad aciculari, con dimensioni fino a 3 cm; più comunemente essi sono fibrosi, terrosi, polverulenti, in efflorescenze e croste, nodulari, massicci.
Il minerale è trasparente, con lucentezza vitrea e colore giallo, giallo-marrone, giallo paglierino, arancione chiaro; è giallo pallido o quasi incolore alla luce trasmessa. Il colore del suo striscio è bianco giallastro.

## Caratteristiche
La sideronatrite mostra un leggero pleocroismo: è quasi incolore lungo {\displaystyle x}, giallo dorato molto chiaro lungo {\displaystyle y} e giallo dorato pallido lungo {\displaystyle z}.
Il minerale è piuttosto morbido, con una durezza Mohs tra 1,5 e 2.
È solubile negli acidi, meno solubile in acqua fredda; si disidrata in modo reversibile in metasideronatrite a seconda dell'umidità relativa e dell'esposizione alla luce solare.